# Temporada 2009 de Fórmula 1
La temporada 2009 de Fórmula 1 fue la 60.ª edición del campeonato del mundo de Fórmula 1 de la FIA. Se adjudicaron puntos a los ocho primeros lugares (10, 8, 6, 5, 4, 3, 2, 1), sin limitaciones de máximo de carreras computables.
Esta temporada estuvo marcada por la victoria en el campeonato de pilotos y equipos por Brawn GP (sucesor de Honda), cuando estuvo a punto de no correr en esta temporada. También marcó la última temporada para BMW Sauber y Toyota en la máxima categoría.

## Escuderías y pilotos
La siguiente tabla muestra los pilotos confirmados oficialmente por sus escuderías para el Mundial 2009 de Fórmula 1.
| Escudería                 | Chasis      | Chasis | Motor             | Neu. | N.º | Pilotos              | Siglas | Rondas | Pilotos de pruebas                                       |
| ------------------------- | ----------- | ------ | ----------------- | ---- | --- | -------------------- | ------ | ------ | -------------------------------------------------------- |
| Vodafone McLaren Mercedes | McLaren     | MP4-24 | Mercedes FO 108W  | B    | 1   | Lewis Hamilton       | HAM    | Todas  | Pedro de la Rosa Gary Paffett Oliver Turvey              |
| Vodafone McLaren Mercedes | McLaren     | MP4-24 | Mercedes FO 108W  | B    | 2   | Heikki Kovalainen    | KOV    | Todas  | Pedro de la Rosa Gary Paffett Oliver Turvey              |
| Scuderia Ferrari Marlboro | Ferrari     | F60    | Ferrari 056       | B    | 3   | Felipe Massa         | MAS    | 1-10   | Jules Bianchi Pablo Sánchez Daniel Zampieri Marco Zipoli |
| Scuderia Ferrari Marlboro | Ferrari     | F60    | Ferrari 056       | B    | 3   | Luca Badoer          | BAD    | 11-12  | Jules Bianchi Pablo Sánchez Daniel Zampieri Marco Zipoli |
| Scuderia Ferrari Marlboro | Ferrari     | F60    | Ferrari 056       | B    | 3   | Giancarlo Fisichella | FIS    | 13-17  | Jules Bianchi Pablo Sánchez Daniel Zampieri Marco Zipoli |
| Scuderia Ferrari Marlboro | Ferrari     | F60    | Ferrari 056       | B    | 4   | Kimi Räikkönen       | RAI    | Todas  | Jules Bianchi Pablo Sánchez Daniel Zampieri Marco Zipoli |
| BMW Sauber F1 Team        | BMW Sauber  | F1.09  | BMW P86/9         | B    | 5   | Robert Kubica        | KUB    | Todas  | Alexander Rossi Esteban Gutiérrez Bertrand Baguette      |
| BMW Sauber F1 Team        | BMW Sauber  | F1.09  | BMW P86/9         | B    | 6   | Nick Heidfeld        | HEI    | Todas  | Alexander Rossi Esteban Gutiérrez Bertrand Baguette      |
| ING Renault F1 Team       | Renault     | R29    | Renault RS27-2009 | B    | 7   | Fernando Alonso      | ALO    | Todas  | Bertrand Baguette Lucas di Grassi Ho-Pin Tung            |
| ING Renault F1 Team       | Renault     | R29    | Renault RS27-2009 | B    | 8   | Nelson Piquet, Jr.   | PIQ    | 1-10   | Bertrand Baguette Lucas di Grassi Ho-Pin Tung            |
| ING Renault F1 Team       | Renault     | R29    | Renault RS27-2009 | B    | 8   | Romain Grosjean      | GRO    | 11-17  | Bertrand Baguette Lucas di Grassi Ho-Pin Tung            |
| Panasonic Toyota Racing   | Toyota      | TF109  | Toyota RVX-09     | B    | 9   | Jarno Trulli         | TRU    | Todas  | Kamui Kobayashi                                          |
| Panasonic Toyota Racing   | Toyota      | TF109  | Toyota RVX-09     | B    | 10  | Timo Glock           | GLO    | 1-15   | Kamui Kobayashi                                          |
| Panasonic Toyota Racing   | Toyota      | TF109  | Toyota RVX-09     | B    | 10  | Kamui Kobayashi      | KOB    | 16-17  | Kamui Kobayashi                                          |
| Scuderia Toro Rosso       | Toro Rosso  | STR4   | Ferrari 056       | B    | 11  | Sébastien Bourdais   | BOU    | 1-9    | Brendon Hartley Mirko Bortolotti                         |
| Scuderia Toro Rosso       | Toro Rosso  | STR4   | Ferrari 056       | B    | 11  | Jaime Alguersuari    | ALG    | 10-17  | Brendon Hartley Mirko Bortolotti                         |
| Scuderia Toro Rosso       | Toro Rosso  | STR4   | Ferrari 056       | B    | 12  | Sébastien Buemi      | BUE    | Todas  | Brendon Hartley Mirko Bortolotti                         |
| Red Bull Racing           | Red Bull    | RB5    | Renault RS27-2009 | B    | 14  | Mark Webber          | WEB    | Todas  | Daniel Ricciardo                                         |
| Red Bull Racing           | Red Bull    | RB5    | Renault RS27-2009 | B    | 15  | Sebastian Vettel     | VET    | Todas  | Daniel Ricciardo                                         |
| AT&T Williams F1 Team     | Williams    | FW31   | Toyota RVX-09     | B    | 16  | Nico Rosberg         | ROS    | Todas  | Nico Hülkenberg Andy Soucek                              |
| AT&T Williams F1 Team     | Williams    | FW31   | Toyota RVX-09     | B    | 17  | Kazuki Nakajima      | NAK    | Todas  | Nico Hülkenberg Andy Soucek                              |
| Force India F1 Team       | Force India | VJM02  | Mercedes FO 108W  | B    | 20  | Adrian Sutil         | SUT    | Todas  | Paul di Resta J. R. Hildebrand                           |
| Force India F1 Team       | Force India | VJM02  | Mercedes FO 108W  | B    | 21  | Giancarlo Fisichella | FIS    | 1-12   | Paul di Resta J. R. Hildebrand                           |
| Force India F1 Team       | Force India | VJM02  | Mercedes FO 108W  | B    | 21  | Vitantonio Liuzzi    | LIU    | 13-17  | Paul di Resta J. R. Hildebrand                           |
| Brawn GP F1 Team          | Brawn GP    | BGP001 | Mercedes FO 108W  | B    | 22  | Jenson Button        | BUT    | Todas  | Mike Conway Marcus Ericsson                              |
| Brawn GP F1 Team          | Brawn GP    | BGP001 | Mercedes FO 108W  | B    | 23  | Rubens Barrichello   | BAR    | Todas  | Mike Conway Marcus Ericsson                              |

## Cambios

### Cambios de puntuación
El 17 de marzo, la FIA anuncia un cambio revolucionario en la puntuación: el ganador del mundial será el piloto con más victorias. Sólo en caso de empate a victorias, se recurrirá a la puntuación, que continuará con el mismo sistema de la temporada anterior: 10/8/6/5/4/3/2/1 puntos para los puestos del 1.º al 8.º de cada carrera, computándose todos los resultados. Para el resto de puestos de la clasificación del mundial de pilotos (del segundo para abajo), y para el mundial de constructores, seguirá en vigor el sistema de puntos igualmente. Sin embargo, la oposición frontal de todos los equipos y de la FOTA a este cambio ha hecho que la FIA aplace estos cambios a 2010. Con posterioridad, este sistema de puntuación se descartó y no se ha puesto en práctica, cambiándose por un sistema de puntuación para los diez primeros clasificados:  25/18/15/12/10/8/6/4/2/1.

### Cambios de pilotos
- Sebastian Vettel: pasa de ser piloto en la Scuderia Toro Rosso a serlo de Red Bull Racing.[24]
- Sébastien Buemi: es nuevo piloto oficial del equipo Toro Rosso, sustituyendo a Sebastian Vettel.[21]
- Sébastien Bourdais: fue despedido de Toro Rosso tras el Gran Premio de Alemania por "no cumplir las expectativas".
- Jaime Alguersuari: es el sustituto de Sébastien Bourdais en Toro Rosso desde el Gran Premio de Hungría.
- Felipe Massa: es sustituido por Luca Badoer en Ferrari después de su accidente en la clasificación del Gran Premio de Hungría.
- Luca Badoer: es el sustituto de Felipe Massa en Ferrari desde el Gran Premio de Europa hasta el Gran Premio de Bélgica, cuando fue sustituido por Giancarlo Fisichella.
- Nelson Piquet, Jr.: fue despedido de Renault tras el Gran Premio de Hungría según hizo público el propio piloto el 3 de agosto de 2009.
- Romain Grosjean: es el sustituto de Nelson Piquet, Jr. en Renault desde el Gran Premio de Europa.[15]
- Giancarlo Fisichella: es el sustituto de Luca Badoer en Ferrari a partir del Gran Premio de Italia después de conseguir un segundo puesto y los primeros puntos con Force India.
- Vitantonio Liuzzi: es el sustituto de Giancarlo Fisichella en Force India a partir del Gran Premio de Italia.
- Kamui Kobayashi: es el sustituto de Timo Glock desde el Gran Premio de Brasil, ya que Glock sufrió un fuerte golpe en Japón.

### Cambios de reglas

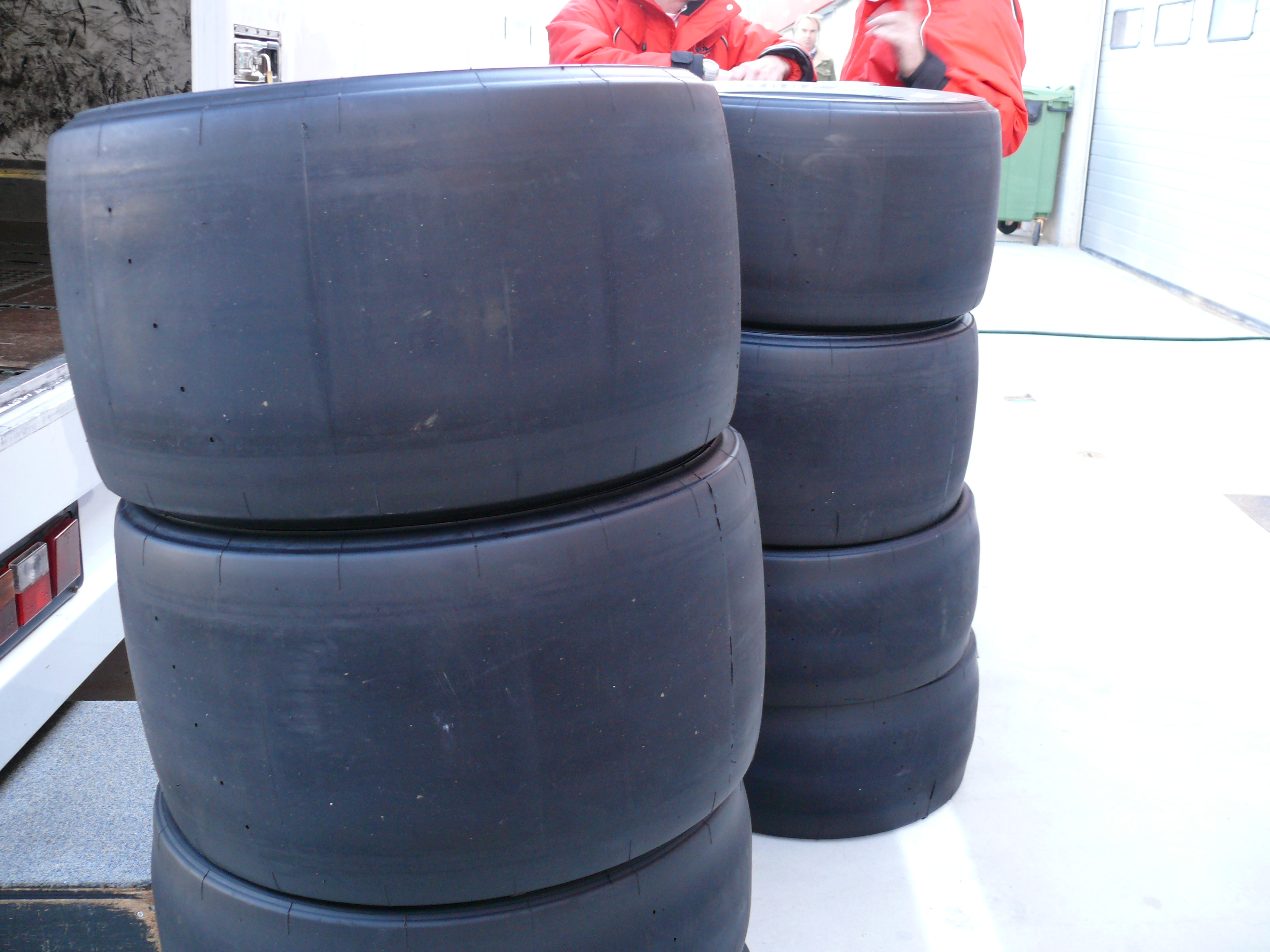
En esta temporada, volvieron los neumáticos lisos.

- La FIA realizó cambios en el peso de vehículo y el tamaño de neumático y además, el documento incluye los detalles del Sistema de Recuperación de Energía Cinética o KERS en sus siglas en inglés. Es un dispositivo de freno regenerador que es diseñado para recuperar la energía cinética del vehículo que normalmente es disipada como el calor durante el frenado. La energía recuperada podría ser almacenada eléctricamente, en una batería o un supercondensador, o mecánicamente, en un volante, para el empleo como una fuente de poder de aceleración adicional.[33][34]
- Después de la prohibición en 1998, Bridgestone proporcionará neumáticos lisos (slicks ) en 2009 tras el permiso recibido por la FIA.[35]
- Los elementos aerodinámicos que estaban sobre el chasis del coche fueron reducidos. El alerón trasero disminuyó de tamaño y el delantero pudo moverse en función de lo que decida el piloto desde el coche.

## Calendario de presentaciones
| Escudería   | Chasis  | Imagen | Fecha        | Lugar                |
| ----------- | ------- | ------ | ------------ | -------------------- |
| Ferrari     | F60     |        | 12 de enero  | Mugello (Italia)     |
| Toyota      | TF109   |        | 15 de enero  | Online               |
| McLaren     | MP4-24  |        | 16 de enero  | Woking (Reino Unido) |
| Renault     | R29     |        | 19 de enero  | Portimão (Portugal)  |
| Williams    | FW31    |        | 19 de enero  | Portimão (Portugal)  |
| BMW Sauber  | F1.09   |        | 20 de enero  | Valencia (España)    |
| Red Bull    | RB5     |        | 9 de febrero | Jerez (España)       |
| Force India | VJM02   |        | 1 de marzo   | Jerez (España)       |
| Toro Rosso  | STR4    |        | 9 de marzo   | Montmeló (España)    |
| Brawn GP    | BGP 001 |        | 9 de marzo   | Montmeló (España)    |

## Calendario
| Ronda   | Gran Premio                 | Circuito                                       | Fecha            |
| ------- | --------------------------- | ---------------------------------------------- | ---------------- |
| 1       | Gran Premio de Australia    | Circuito de Albert Park, Melbourne             | 29 de marzo      |
| 2       | Gran Premio de Malasia      | Circuito Internacional de Sepang, Kuala Lumpur | 5 de abril       |
| 3       | Gran Premio de China        | Circuito de Shanghái, Shanghái                 | 19 de abril      |
| 4       | Gran Premio de Baréin       | Circuito Internacional de Baréin, Sakhir       | 26 de abril      |
| 5       | Gran Premio de España       | Circuito de Barcelona-Cataluña, Montmeló       | 10 de mayo       |
| 6       | Gran Premio de Mónaco       | Circuito de Mónaco, Montecarlo                 | 24 de mayo       |
| 7       | Gran Premio de Turquía      | Circuito de Estambul, Estambul                 | 7 de junio       |
| 8       | Gran Premio de Gran Bretaña | Circuito de Silverstone, Silverstone           | 21 de junio      |
| 9       | Gran Premio de Alemania     | Nürburgring, Nürburg                           | 12 de julio      |
| 10      | Gran Premio de Hungría      | Hungaroring, Budapest                          | 26 de julio      |
| 11      | Gran Premio de Europa       | Circuito urbano de Valencia, Valencia          | 23 de agosto     |
| 12      | Gran Premio de Bélgica      | Circuito de Spa-Francorchamps, Spa             | 30 de agosto     |
| 13      | Gran Premio de Italia       | Autodromo Nazionale Monza, Monza               | 13 de septiembre |
| 14      | Gran Premio de Singapur     | Circuito callejero de Marina Bay, Singapur     | 27 de septiembre |
| 15      | Gran Premio de Japón        | Circuito de Suzuka, Suzuka                     | 4 de octubre     |
| 16      | Gran Premio de Brasil       | Autódromo José Carlos Pace, São Paulo          | 18 de octubre    |
| 17      | Gran Premio de Abu Dabi     | Circuito Yas Marina, Isla Yas, Abu Dabi        | 1 de noviembre   |
| Fuente: |                             |                                                |                  |

## Resultados
| Ronda | Fecha                              | Gran Premio | Mapa del Circuito    | Resultados                      | Resultados         | Resultados                    | Resultados         |
| ----- | ---------------------------------- | --- | -------------------- | ------------------------------- | ------------------ | ----------------------------- | ------------------ |
| 1     | 27, 28 y 29 de marzo               | Gran Premio de Australia Circuito de Albert Park Longitud: 5,303 km Vueltas: 58 Distancia de carrera: 307,574 km Ganador 2008: Lewis Hamilton - McLaren          |                      | Libres 1                        | Nico Rosberg       | Ganador                       | Jenson Button      |
| 1     | 27, 28 y 29 de marzo               | Gran Premio de Australia Circuito de Albert Park Longitud: 5,303 km Vueltas: 58 Distancia de carrera: 307,574 km Ganador 2008: Lewis Hamilton - McLaren          | Libres 2             | Nico Rosberg                    | 2.do puesto        | Rubens Barrichello            |                    |
| 1     | 27, 28 y 29 de marzo               | Gran Premio de Australia Circuito de Albert Park Longitud: 5,303 km Vueltas: 58 Distancia de carrera: 307,574 km Ganador 2008: Lewis Hamilton - McLaren          | Libres 3             | Nico Rosberg                    | 3.er puesto        | Jarno Trulli                  |                    |
| 1     | 27, 28 y 29 de marzo               | Gran Premio de Australia Circuito de Albert Park Longitud: 5,303 km Vueltas: 58 Distancia de carrera: 307,574 km Ganador 2008: Lewis Hamilton - McLaren          | Pole position        | Jenson Button (1:26.202)        | Vuelta rápida      | Nico Rosberg (1:27.706)       |                    |
| 1     | 27, 28 y 29 de marzo               | Gran Premio de Australia Circuito de Albert Park Longitud: 5,303 km Vueltas: 58 Distancia de carrera: 307,574 km Ganador 2008: Lewis Hamilton - McLaren          | Resultados completos |                                 |                    |                               |                    |
| 2     | 3, 4 y 5 de abril                  | Gran Premio de Malasia Circuito Internacional de Sepang Longitud: 5,543 km Vueltas: 56 Distancia de carrera: 310,408 km Ganador 2008: Kimi Räikkönen - Ferrari   |                      | Libres 1                        | Nico Rosberg       | Ganador                       | Jenson Button      |
| 2     | 3, 4 y 5 de abril                  | Gran Premio de Malasia Circuito Internacional de Sepang Longitud: 5,543 km Vueltas: 56 Distancia de carrera: 310,408 km Ganador 2008: Kimi Räikkönen - Ferrari   | Libres 2             | Kimi Räikkönen                  | 2.do puesto        | Nick Heidfeld                 |                    |
| 2     | 3, 4 y 5 de abril                  | Gran Premio de Malasia Circuito Internacional de Sepang Longitud: 5,543 km Vueltas: 56 Distancia de carrera: 310,408 km Ganador 2008: Kimi Räikkönen - Ferrari   | Libres 3             | Nico Rosberg                    | 3.er puesto        | Timo Glock                    |                    |
| 2     | 3, 4 y 5 de abril                  | Gran Premio de Malasia Circuito Internacional de Sepang Longitud: 5,543 km Vueltas: 56 Distancia de carrera: 310,408 km Ganador 2008: Kimi Räikkönen - Ferrari   | Pole position        | Jenson Button (1:35.181)        | Vuelta rápida      | Jenson Button (1:36.641)      |                    |
| 2     | 3, 4 y 5 de abril                  | Gran Premio de Malasia Circuito Internacional de Sepang Longitud: 5,543 km Vueltas: 56 Distancia de carrera: 310,408 km Ganador 2008: Kimi Räikkönen - Ferrari   | Resultados completos |                                 |                    |                               |                    |
| 3     | 17, 18 y 19 de abril               | Gran Premio de China Circuito Internacional de Shanghái Longitud: 5,451 km Vueltas: 56 Distancia de carrera: 305,066 km Ganador 2008: Lewis Hamilton - McLaren   |                      | Libres 1                        | Lewis Hamilton     | Ganador                       | Sebastian Vettel   |
| 3     | 17, 18 y 19 de abril               | Gran Premio de China Circuito Internacional de Shanghái Longitud: 5,451 km Vueltas: 56 Distancia de carrera: 305,066 km Ganador 2008: Lewis Hamilton - McLaren   | Libres 2             | Jenson Button                   | 2.do puesto        | Mark Webber                   |                    |
| 3     | 17, 18 y 19 de abril               | Gran Premio de China Circuito Internacional de Shanghái Longitud: 5,451 km Vueltas: 56 Distancia de carrera: 305,066 km Ganador 2008: Lewis Hamilton - McLaren   | Libres 3             | Nico Rosberg                    | 3.er puesto        | Jenson Button                 |                    |
| 3     | 17, 18 y 19 de abril               | Gran Premio de China Circuito Internacional de Shanghái Longitud: 5,451 km Vueltas: 56 Distancia de carrera: 305,066 km Ganador 2008: Lewis Hamilton - McLaren   | Pole position        | Sebastian Vettel (1:36.184)     | Vuelta rápida      | Rubens Barrichello (1:52.592) |                    |
| 3     | 17, 18 y 19 de abril               | Gran Premio de China Circuito Internacional de Shanghái Longitud: 5,451 km Vueltas: 56 Distancia de carrera: 305,066 km Ganador 2008: Lewis Hamilton - McLaren   | Resultados completos |                                 |                    |                               |                    |
| 4     | 24, 25 y 26 de abril               | Gran Premio de Baréin Circuito Internacional de Baréin Longitud: 5,412 km Vueltas: 57 Distancia de carrera: 308,238 km Ganador 2008: Felipe Massa - Ferrari      |                      | Libres 1                        | Lewis Hamilton     | Ganador                       | Jenson Button      |
| 4     | 24, 25 y 26 de abril               | Gran Premio de Baréin Circuito Internacional de Baréin Longitud: 5,412 km Vueltas: 57 Distancia de carrera: 308,238 km Ganador 2008: Felipe Massa - Ferrari      | Libres 2             | Nico Rosberg                    | 2.do puesto        | Sebastian Vettel              |                    |
| 4     | 24, 25 y 26 de abril               | Gran Premio de Baréin Circuito Internacional de Baréin Longitud: 5,412 km Vueltas: 57 Distancia de carrera: 308,238 km Ganador 2008: Felipe Massa - Ferrari      | Libres 3             | Timo Glock                      | 3.er puesto        | Jarno Trulli                  |                    |
| 4     | 24, 25 y 26 de abril               | Gran Premio de Baréin Circuito Internacional de Baréin Longitud: 5,412 km Vueltas: 57 Distancia de carrera: 308,238 km Ganador 2008: Felipe Massa - Ferrari      | Pole position        | Jarno Trulli (1:33.431)         | Vuelta rápida      | Jarno Trulli (1:34.556)       |                    |
| 4     | 24, 25 y 26 de abril               | Gran Premio de Baréin Circuito Internacional de Baréin Longitud: 5,412 km Vueltas: 57 Distancia de carrera: 308,238 km Ganador 2008: Felipe Massa - Ferrari      | Resultados completos |                                 |                    |                               |                    |
| 5     | 8, 9, 10 de mayo                   | Gran Premio de España Circuito de Barcelona-Cataluña Longitud: 4,655 km Vueltas: 66 Distancia de carrera: 307,104 km Ganador 2008: Kimi Räikkönen - Ferrari      |                      | Libres 1                        | Jenson Button      | Ganador                       | Jenson Button      |
| 5     | 8, 9, 10 de mayo                   | Gran Premio de España Circuito de Barcelona-Cataluña Longitud: 4,655 km Vueltas: 66 Distancia de carrera: 307,104 km Ganador 2008: Kimi Räikkönen - Ferrari      | Libres 2             | Nico Rosberg                    | 2.do puesto        | Rubens Barrichello            |                    |
| 5     | 8, 9, 10 de mayo                   | Gran Premio de España Circuito de Barcelona-Cataluña Longitud: 4,655 km Vueltas: 66 Distancia de carrera: 307,104 km Ganador 2008: Kimi Räikkönen - Ferrari      | Libres 3             | Felipe Massa                    | 3.er puesto        | Mark Webber                   |                    |
| 5     | 8, 9, 10 de mayo                   | Gran Premio de España Circuito de Barcelona-Cataluña Longitud: 4,655 km Vueltas: 66 Distancia de carrera: 307,104 km Ganador 2008: Kimi Räikkönen - Ferrari      | Pole position        | Jenson Button (1:20.527)        | Vuelta rápida      | Rubens Barrichello (1:22.762) |                    |
| 5     | 8, 9, 10 de mayo                   | Gran Premio de España Circuito de Barcelona-Cataluña Longitud: 4,655 km Vueltas: 66 Distancia de carrera: 307,104 km Ganador 2008: Kimi Räikkönen - Ferrari      | Resultados completos |                                 |                    |                               |                    |
| 6     | 22, 23 y 24 de mayo                | Gran Premio de Mónaco Circuito de Mónaco Longitud: 3,340 km Vueltas: 78 Distancia de carrera: 260,520 km Ganador 2008: Lewis Hamilton - McLaren                  |                      | Libres 1                        | Rubens Barrichello | Ganador                       | Jenson Button      |
| 6     | 22, 23 y 24 de mayo                | Gran Premio de Mónaco Circuito de Mónaco Longitud: 3,340 km Vueltas: 78 Distancia de carrera: 260,520 km Ganador 2008: Lewis Hamilton - McLaren                  | Libres 2             | Nico Rosberg                    | 2.do puesto        | Rubens Barrichello            |                    |
| 6     | 22, 23 y 24 de mayo                | Gran Premio de Mónaco Circuito de Mónaco Longitud: 3,340 km Vueltas: 78 Distancia de carrera: 260,520 km Ganador 2008: Lewis Hamilton - McLaren                  | Libres 3             | Fernando Alonso                 | 3.er puesto        | Kimi Räikkönen                |                    |
| 6     | 22, 23 y 24 de mayo                | Gran Premio de Mónaco Circuito de Mónaco Longitud: 3,340 km Vueltas: 78 Distancia de carrera: 260,520 km Ganador 2008: Lewis Hamilton - McLaren                  | Pole position        | Jenson Button (1:14.902)        | Vuelta rápida      | Felipe Massa (1:15.154)       |                    |
| 6     | 22, 23 y 24 de mayo                | Gran Premio de Mónaco Circuito de Mónaco Longitud: 3,340 km Vueltas: 78 Distancia de carrera: 260,520 km Ganador 2008: Lewis Hamilton - McLaren                  | Resultados completos |                                 |                    |                               |                    |
| 7     | 5, 6 y 7 de junio                  | Gran Premio de Turquía Circuito de Estambul Longitud: 5,340 km Vueltas: 58 Distancia de carrera: 309,720 km Ganador 2008: Felipe Massa - Ferrari                 |                      | Libres 1                        | Nico Rosberg       | Ganador                       | Jenson Button      |
| 7     | 5, 6 y 7 de junio                  | Gran Premio de Turquía Circuito de Estambul Longitud: 5,340 km Vueltas: 58 Distancia de carrera: 309,720 km Ganador 2008: Felipe Massa - Ferrari                 | Libres 2             | Heikki Kovalainen               | 2.do puesto        | Mark Webber                   |                    |
| 7     | 5, 6 y 7 de junio                  | Gran Premio de Turquía Circuito de Estambul Longitud: 5,340 km Vueltas: 58 Distancia de carrera: 309,720 km Ganador 2008: Felipe Massa - Ferrari                 | Libres 3             | Felipe Massa                    | 3.er puesto        | Sebastian Vettel              |                    |
| 7     | 5, 6 y 7 de junio                  | Gran Premio de Turquía Circuito de Estambul Longitud: 5,340 km Vueltas: 58 Distancia de carrera: 309,720 km Ganador 2008: Felipe Massa - Ferrari                 | Pole position        | Sebastian Vettel (1:28.316)     | Vuelta rápida      | Jenson Button (1:27.579)      |                    |
| 7     | 5, 6 y 7 de junio                  | Gran Premio de Turquía Circuito de Estambul Longitud: 5,340 km Vueltas: 58 Distancia de carrera: 309,720 km Ganador 2008: Felipe Massa - Ferrari                 | Resultados completos |                                 |                    |                               |                    |
| 8     | 26, 27 y 28 de junio               | Gran Premio de Gran Bretaña Circuito de Silverstone Longitud: 5,141 km Vueltas: 60 Distancia de carrera: 308,355 km Ganador 2008: Lewis Hamilton - McLaren       |                      | Libres 1                        | Sebastian Vettel   | Ganador                       | Sebastian Vettel   |
| 8     | 26, 27 y 28 de junio               | Gran Premio de Gran Bretaña Circuito de Silverstone Longitud: 5,141 km Vueltas: 60 Distancia de carrera: 308,355 km Ganador 2008: Lewis Hamilton - McLaren       | Libres 2             | Sebastian Vettel                | 2.do puesto        | Mark Webber                   |                    |
| 8     | 26, 27 y 28 de junio               | Gran Premio de Gran Bretaña Circuito de Silverstone Longitud: 5,141 km Vueltas: 60 Distancia de carrera: 308,355 km Ganador 2008: Lewis Hamilton - McLaren       | Libres 3             | Nico Rosberg                    | 3.er puesto        | Rubens Barrichello            |                    |
| 8     | 26, 27 y 28 de junio               | Gran Premio de Gran Bretaña Circuito de Silverstone Longitud: 5,141 km Vueltas: 60 Distancia de carrera: 308,355 km Ganador 2008: Lewis Hamilton - McLaren       | Pole position        | Sebastian Vettel (1:19.509)     | Vuelta rápida      | Sebastian Vettel (1:20.735)   |                    |
| 8     | 26, 27 y 28 de junio               | Gran Premio de Gran Bretaña Circuito de Silverstone Longitud: 5,141 km Vueltas: 60 Distancia de carrera: 308,355 km Ganador 2008: Lewis Hamilton - McLaren       | Resultados completos |                                 |                    |                               |                    |
| 9     | 10, 11 y 12 de julio               | Gran Premio de Alemania Nürburgring Longitud: 5,148 km Vueltas: 60 Distancia de carrera: 308,863 km Ganador 2008: Lewis Hamilton - McLaren                       |                      | Libres 1                        | Mark Webber        | Ganador                       | Mark Webber        |
| 9     | 10, 11 y 12 de julio               | Gran Premio de Alemania Nürburgring Longitud: 5,148 km Vueltas: 60 Distancia de carrera: 308,863 km Ganador 2008: Lewis Hamilton - McLaren                       | Libres 2             | Lewis Hamilton                  | 2.do puesto        | Sebastian Vettel              |                    |
| 9     | 10, 11 y 12 de julio               | Gran Premio de Alemania Nürburgring Longitud: 5,148 km Vueltas: 60 Distancia de carrera: 308,863 km Ganador 2008: Lewis Hamilton - McLaren                       | Libres 3             | Lewis Hamilton                  | 3.er puesto        | Felipe Massa                  |                    |
| 9     | 10, 11 y 12 de julio               | Gran Premio de Alemania Nürburgring Longitud: 5,148 km Vueltas: 60 Distancia de carrera: 308,863 km Ganador 2008: Lewis Hamilton - McLaren                       | Pole position        | Mark Webber (1:32.230)          | Vuelta rápida      | Fernando Alonso (1:33.365)    |                    |
| 9     | 10, 11 y 12 de julio               | Gran Premio de Alemania Nürburgring Longitud: 5,148 km Vueltas: 60 Distancia de carrera: 308,863 km Ganador 2008: Lewis Hamilton - McLaren                       | Resultados completos |                                 |                    |                               |                    |
| 10    | 24, 25 y 26 de julio               | Gran Premio de Hungría Hungaroring Longitud: 4,380 km Vueltas: 70 Distancia de carrera: 306,660 km Ganador 2008: Heikki Kovalainen - McLaren                     |                      | Libres 1                        | Heikki Kovalainen  | Ganador                       | Lewis Hamilton     |
| 10    | 24, 25 y 26 de julio               | Gran Premio de Hungría Hungaroring Longitud: 4,380 km Vueltas: 70 Distancia de carrera: 306,660 km Ganador 2008: Heikki Kovalainen - McLaren                     | Libres 2             | Lewis Hamilton                  | 2.do puesto        | Kimi Räikkönen                |                    |
| 10    | 24, 25 y 26 de julio               | Gran Premio de Hungría Hungaroring Longitud: 4,380 km Vueltas: 70 Distancia de carrera: 306,660 km Ganador 2008: Heikki Kovalainen - McLaren                     | Libres 3             | Lewis Hamilton                  | 3.er puesto        | Mark Webber                   |                    |
| 10    | 24, 25 y 26 de julio               | Gran Premio de Hungría Hungaroring Longitud: 4,380 km Vueltas: 70 Distancia de carrera: 306,660 km Ganador 2008: Heikki Kovalainen - McLaren                     | Pole position        | Fernando Alonso (1:21.569)      | Vuelta rápida      | Mark Webber (1:21.931)        |                    |
| 10    | 24, 25 y 26 de julio               | Gran Premio de Hungría Hungaroring Longitud: 4,380 km Vueltas: 70 Distancia de carrera: 306,660 km Ganador 2008: Heikki Kovalainen - McLaren                     | Resultados completos |                                 |                    |                               |                    |
| 11    | 20, 21 y 22 de julio               | Gran Premio de Europa Circuito urbano de Valencia Longitud: 5,419 km Vueltas: 57 Distancia de carrera: 308,883 km Ganador 2008: Felipe Massa - Ferrari           |                      | Libres 1                        | Rubens Barrichello | Ganador                       | Rubens Barrichello |
| 11    | 20, 21 y 22 de julio               | Gran Premio de Europa Circuito urbano de Valencia Longitud: 5,419 km Vueltas: 57 Distancia de carrera: 308,883 km Ganador 2008: Felipe Massa - Ferrari           | Libres 2             | Fernando Alonso                 | 2.do puesto        | Lewis Hamilton                |                    |
| 11    | 20, 21 y 22 de julio               | Gran Premio de Europa Circuito urbano de Valencia Longitud: 5,419 km Vueltas: 57 Distancia de carrera: 308,883 km Ganador 2008: Felipe Massa - Ferrari           | Libres 3             | Adrian Sutil                    | 3.er puesto        | Kimi Räikkönen                |                    |
| 11    | 20, 21 y 22 de julio               | Gran Premio de Europa Circuito urbano de Valencia Longitud: 5,419 km Vueltas: 57 Distancia de carrera: 308,883 km Ganador 2008: Felipe Massa - Ferrari           | Pole position        | Lewis Hamilton (1:39.489)       | Vuelta rápida      | Timo Glock (1:38.683)         |                    |
| 11    | 20, 21 y 22 de julio               | Gran Premio de Europa Circuito urbano de Valencia Longitud: 5,419 km Vueltas: 57 Distancia de carrera: 308,883 km Ganador 2008: Felipe Massa - Ferrari           | Resultados completos |                                 |                    |                               |                    |
| 12    | 28, 29 y 30 de agosto              | Gran Premio de Bélgica Circuito de Spa-Francorchamps Longitud: 7,004 km Vueltas: 44 Distancia de carrera: 308,176 km Ganador 2008: Felipe Massa - Ferrari        |                      | Libres 1                        | Jarno Trulli       | Ganador                       | Kimi Räikkönen     |
| 12    | 28, 29 y 30 de agosto              | Gran Premio de Bélgica Circuito de Spa-Francorchamps Longitud: 7,004 km Vueltas: 44 Distancia de carrera: 308,176 km Ganador 2008: Felipe Massa - Ferrari        | Libres 2             | Lewis Hamilton                  | 2.do puesto        | Giancarlo Fisichella          |                    |
| 12    | 28, 29 y 30 de agosto              | Gran Premio de Bélgica Circuito de Spa-Francorchamps Longitud: 7,004 km Vueltas: 44 Distancia de carrera: 308,176 km Ganador 2008: Felipe Massa - Ferrari        | Libres 3             | Nick Heidfeld                   | 3.er puesto        | Sebastian Vettel              |                    |
| 12    | 28, 29 y 30 de agosto              | Gran Premio de Bélgica Circuito de Spa-Francorchamps Longitud: 7,004 km Vueltas: 44 Distancia de carrera: 308,176 km Ganador 2008: Felipe Massa - Ferrari        | Pole position        | Giancarlo Fisichella (1:46.308) | Vuelta rápida      | Sebastian Vettel (1:47.263)   |                    |
| 12    | 28, 29 y 30 de agosto              | Gran Premio de Bélgica Circuito de Spa-Francorchamps Longitud: 7,004 km Vueltas: 44 Distancia de carrera: 308,176 km Ganador 2008: Felipe Massa - Ferrari        | Resultados completos |                                 |                    |                               |                    |
| 13    | 11, 12 y 13 de septiembre          | Gran Premio de Italia Autodromo Nazionale di Monza Longitud: 5,793 km Vueltas: 53 Distancia de carrera: 306,720 km Ganador 2008: Sebastian Vettel - Toro Rosso   |                      | Libres 1                        | Lewis Hamilton     | Ganador                       | Rubens Barrichello |
| 13    | 11, 12 y 13 de septiembre          | Gran Premio de Italia Autodromo Nazionale di Monza Longitud: 5,793 km Vueltas: 53 Distancia de carrera: 306,720 km Ganador 2008: Sebastian Vettel - Toro Rosso   | Libres 2             | Adrian Sutil                    | 2.do puesto        | Jenson Button                 |                    |
| 13    | 11, 12 y 13 de septiembre          | Gran Premio de Italia Autodromo Nazionale di Monza Longitud: 5,793 km Vueltas: 53 Distancia de carrera: 306,720 km Ganador 2008: Sebastian Vettel - Toro Rosso   | Libres 3             | Adrian Sutil                    | 3.er puesto        | Kimi Räikkönen                |                    |
| 13    | 11, 12 y 13 de septiembre          | Gran Premio de Italia Autodromo Nazionale di Monza Longitud: 5,793 km Vueltas: 53 Distancia de carrera: 306,720 km Ganador 2008: Sebastian Vettel - Toro Rosso   | Pole position        | Lewis Hamilton (1:24.066)       | Vuelta rápida      | Adrian Sutil (1:24.739)       |                    |
| 13    | 11, 12 y 13 de septiembre          | Gran Premio de Italia Autodromo Nazionale di Monza Longitud: 5,793 km Vueltas: 53 Distancia de carrera: 306,720 km Ganador 2008: Sebastian Vettel - Toro Rosso   | Resultados completos |                                 |                    |                               |                    |
| 14    | 25, 26 y 27 de septiembre          | Gran Premio de Singapur Circuito callejero de Marina Bay Longitud: 5,073 km Vueltas: 61 Distancia de carrera: 309,316 km Ganador 2008: Fernando Alonso - Renault |                      | Libres 1                        | Rubens Barrichello | Ganador                       | Lewis Hamilton     |
| 14    | 25, 26 y 27 de septiembre          | Gran Premio de Singapur Circuito callejero de Marina Bay Longitud: 5,073 km Vueltas: 61 Distancia de carrera: 309,316 km Ganador 2008: Fernando Alonso - Renault | Libres 2             | Sebastian Vettel                | 2.do puesto        | Timo Glock                    |                    |
| 14    | 25, 26 y 27 de septiembre          | Gran Premio de Singapur Circuito callejero de Marina Bay Longitud: 5,073 km Vueltas: 61 Distancia de carrera: 309,316 km Ganador 2008: Fernando Alonso - Renault | Libres 3             | Lewis Hamilton                  | 3.er puesto        | Fernando Alonso               |                    |
| 14    | 25, 26 y 27 de septiembre          | Gran Premio de Singapur Circuito callejero de Marina Bay Longitud: 5,073 km Vueltas: 61 Distancia de carrera: 309,316 km Ganador 2008: Fernando Alonso - Renault | Pole position        | Lewis Hamilton (1:47.891)       | Vuelta rápida      | Fernando Alonso (1:48.240)    |                    |
| 14    | 25, 26 y 27 de septiembre          | Gran Premio de Singapur Circuito callejero de Marina Bay Longitud: 5,073 km Vueltas: 61 Distancia de carrera: 309,316 km Ganador 2008: Fernando Alonso - Renault | Resultados completos |                                 |                    |                               |                    |
| 15    | 2, 3 y 4 de octubre                | Gran Premio de Japón Circuito de Suzuka Longitud: 5,807 km Vueltas: 53 Distancia de carrera: 307,573 km Ganador 2008: Fernando Alonso - Renault                  |                      | Libres 1                        | Heikki Kovalainen  | Ganador                       | Sebastian Vettel   |
| 15    | 2, 3 y 4 de octubre                | Gran Premio de Japón Circuito de Suzuka Longitud: 5,807 km Vueltas: 53 Distancia de carrera: 307,573 km Ganador 2008: Fernando Alonso - Renault                  | Libres 2             | Adrian Sutil                    | 2.do puesto        | Jarno Trulli                  |                    |
| 15    | 2, 3 y 4 de octubre                | Gran Premio de Japón Circuito de Suzuka Longitud: 5,807 km Vueltas: 53 Distancia de carrera: 307,573 km Ganador 2008: Fernando Alonso - Renault                  | Libres 3             | Jarno Trulli                    | 3.er puesto        | Lewis Hamilton                |                    |
| 15    | 2, 3 y 4 de octubre                | Gran Premio de Japón Circuito de Suzuka Longitud: 5,807 km Vueltas: 53 Distancia de carrera: 307,573 km Ganador 2008: Fernando Alonso - Renault                  | Pole position        | Sebastian Vettel (1:32.160)     | Vuelta rápida      | Mark Webber (1:32.569)        |                    |
| 15    | 2, 3 y 4 de octubre                | Gran Premio de Japón Circuito de Suzuka Longitud: 5,807 km Vueltas: 53 Distancia de carrera: 307,573 km Ganador 2008: Fernando Alonso - Renault                  | Resultados completos |                                 |                    |                               |                    |
| 16    | 16, 17 y 18 de octubre             | Gran Premio de Brasil Autódromo José Carlos Pace Longitud: 4,309 km Vueltas: 71 Distancia de carrera: 305,909 km Ganador 2008: Felipe Massa - Ferrari            |                      | Libres 1                        | Mark Webber        | Ganador                       | Mark Webber        |
| 16    | 16, 17 y 18 de octubre             | Gran Premio de Brasil Autódromo José Carlos Pace Longitud: 4,309 km Vueltas: 71 Distancia de carrera: 305,909 km Ganador 2008: Felipe Massa - Ferrari            | Libres 2             | Fernando Alonso                 | 2.do puesto        | Robert Kubica                 |                    |
| 16    | 16, 17 y 18 de octubre             | Gran Premio de Brasil Autódromo José Carlos Pace Longitud: 4,309 km Vueltas: 71 Distancia de carrera: 305,909 km Ganador 2008: Felipe Massa - Ferrari            | Libres 3             | Nico Rosberg                    | 3.er puesto        | Lewis Hamilton                |                    |
| 16    | 16, 17 y 18 de octubre             | Gran Premio de Brasil Autódromo José Carlos Pace Longitud: 4,309 km Vueltas: 71 Distancia de carrera: 305,909 km Ganador 2008: Felipe Massa - Ferrari            | Pole position        | Rubens Barrichello (1:19.576)   | Vuelta rápida      | Mark Webber (1:13.733)        |                    |
| 16    | 16, 17 y 18 de octubre             | Gran Premio de Brasil Autódromo José Carlos Pace Longitud: 4,309 km Vueltas: 71 Distancia de carrera: 305,909 km Ganador 2008: Felipe Massa - Ferrari            | Resultados completos |                                 |                    |                               |                    |
| 17    | 30, 31 de octubre y 1 de noviembre | Gran Premio de Abu Dabi Circuito Yas Marina Longitud: 5,554 km Vueltas: 55 Distancia de carrera: 305,47 km Ganador 2008: Primera edición                         |                      | Libres 1                        | Lewis Hamilton     | Ganador                       | Sebastian Vettel   |
| 17    | 30, 31 de octubre y 1 de noviembre | Gran Premio de Abu Dabi Circuito Yas Marina Longitud: 5,554 km Vueltas: 55 Distancia de carrera: 305,47 km Ganador 2008: Primera edición                         | Libres 2             | Heikki Kovalainen               | 2.do puesto        | Mark Webber                   |                    |
| 17    | 30, 31 de octubre y 1 de noviembre | Gran Premio de Abu Dabi Circuito Yas Marina Longitud: 5,554 km Vueltas: 55 Distancia de carrera: 305,47 km Ganador 2008: Primera edición                         | Libres 3             | Jenson Button                   | 3.er puesto        | Jenson Button                 |                    |
| 17    | 30, 31 de octubre y 1 de noviembre | Gran Premio de Abu Dabi Circuito Yas Marina Longitud: 5,554 km Vueltas: 55 Distancia de carrera: 305,47 km Ganador 2008: Primera edición                         | Pole position        | Lewis Hamilton (1:40.948)       | Vuelta rápida      | Sebastian Vettel (1:40.279)   |                    |
| 17    | 30, 31 de octubre y 1 de noviembre | Gran Premio de Abu Dabi Circuito Yas Marina Longitud: 5,554 km Vueltas: 55 Distancia de carrera: 305,47 km Ganador 2008: Primera edición                         | Resultados completos |                                 |                    |                               |                    |

## Clasificaciones

### Puntuaciones
| Posición | 1.º | 2.º | 3.º | 4.º | 5.º | 6.º | 7.º | 8.º |
| Puntos   | 10  | 8   | 6   | 5   | 4   | 3   | 2   | 1   |

### Campeonato de Pilotos
| Pos. | Piloto               | AUS | MYS | CHN | BHR | ESP | MON | TUR | GBR | GER | HUN | EUR | BEL | ITA | SIN | JPN | BRA | ABU | Puntos |
| ---- | -------------------- | --- | --- | --- | --- | --- | --- | --- | --- | --- | --- | --- | --- | --- | --- | --- | --- | --- | ------ |
| 1    | Jenson Button        | 1   | 1   | 3   | 1   | 1   | 1   | 1   | 6   | 5   | 7   | 7   | Ret | 2   | 5   | 8   | 5   | 3   | 95     |
| 2    | Sebastian Vettel     | 13† | 15† | 1   | 2   | 4   | Ret | 3   | 1   | 2   | Ret | Ret | 3   | 8   | 4   | 1   | 4   | 1   | 84     |
| 3    | Rubens Barrichello   | 2   | 5   | 4   | 5   | 2   | 2   | Ret | 3   | 6   | 10  | 1   | 7   | 1   | 6   | 7   | 8   | 4   | 77     |
| 4    | Mark Webber          | 12  | 6   | 2   | 11  | 3   | 5   | 2   | 2   | 1   | 3   | 9   | 9   | Ret | Ret | 17  | 1   | 2   | 69,5   |
| 5    | Lewis Hamilton       | DSQ | 7   | 6   | 4   | 9   | 12  | 13  | 16  | 18  | 1   | 2   | Ret | 12† | 1   | 3   | 3   | Ret | 49     |
| 6    | Kimi Räikkönen       | 15† | 14  | 10  | 6   | Ret | 3   | 9   | 8   | Ret | 2   | 3   | 1   | 3   | 10  | 4   | 6   | 12  | 48     |
| 7    | Nico Rosberg         | 6   | 8   | 15  | 9   | 8   | 6   | 5   | 5   | 4   | 4   | 5   | 8   | 16  | 11  | 5   | Ret | 9   | 34,5   |
| 8    | Jarno Trulli         | 3   | 4   | Ret | 3   | Ret | 13  | 4   | 7   | 17  | 8   | 13  | Ret | 14  | 12  | 2   | Ret | 7   | 32,5   |
| 9    | Fernando Alonso      | 5   | 11  | 9   | 8   | 5   | 7   | 10  | 14  | 7   | Ret | 6   | Ret | 5   | 3   | 10  | Ret | 14  | 26     |
| 10   | Timo Glock           | 4   | 3   | 7   | 7   | 10  | 10  | 8   | 9   | 9   | 6   | 14  | 10  | 11  | 2   | DNS |     |     | 24     |
| 11   | Felipe Massa         | Ret | 9   | Ret | 14  | 6   | 4   | 6   | 4   | 3   | DNS |     |     |     |     |     |     |     | 22     |
| 12   | Heikki Kovalainen    | Ret | Ret | 5   | 12  | Ret | Ret | 14  | Ret | 8   | 5   | 4   | 6   | 6   | 7   | 11  | 12  | 11  | 22     |
| 13   | Nick Heidfeld        | 10  | 2   | 12  | 19  | 7   | 11  | 11  | 15  | 10  | 11  | 11  | 5   | 7   | Ret | 6   | Ret | 5   | 19     |
| 14   | Robert Kubica        | 14† | Ret | 13  | 18  | 11  | Ret | 7   | 13  | 14  | 13  | 8   | 4   | Ret | 8   | 9   | 2   | 10  | 17     |
| 15   | Giancarlo Fisichella | 11  | 18† | 14  | 15  | 14  | 9   | Ret | 10  | 11  | 14  | 12  | 2   | 9   | 13  | 12  | 10  | 16  | 8      |
| 16   | Sébastien Buemi      | 7   | 16† | 8   | 17  | Ret | Ret | 15  | 18  | 17  | 16  | Ret | 12  | 13† | Ret | Ret | 7   | 8   | 6      |
| 17   | Adrian Sutil         | 9   | 17  | 17† | 16  | Ret | 14  | 17  | 17  | 15  | Ret | 10  | 11  | 4   | Ret | 13  | Ret | 18  | 5      |
| 18   | Kamui Kobayashi      |     |     |     |     |     |     |     |     |     |     |     |     |     |     |     | 9   | 6   | 3      |
| 19   | Sébastien Bourdais   | 8   | 10  | 11  | 13  | Ret | 8   | 18  | Ret | Ret |     |     |     |     |     |     |     |     | 2      |
| 20   | Kazuki Nakajima      | Ret | 12  | Ret | Ret | 13  | 15† | 12  | 11  | 12  | 9   | 18  | 13  | 10  | 9   | 15  | Ret | 13  | 0      |
| 21   | Nelson Piquet, Jr.   | Ret | 13  | 16  | 10  | 12  | Ret | 16  | 12  | 13  | 12  |     |     |     |     |     |     |     | 0      |
| 22   | Vitantonio Liuzzi    |     |     |     |     |     |     |     |     |     |     |     |     | Ret | 14  | 14  | 11  | 15  | 0      |
| 23   | Romain Grosjean      |     |     |     |     |     |     |     |     |     |     | 15  | Ret | 15  | Ret | 16  | 13  | 17  | 0      |
| 24   | Jaime Alguersuari    |     |     |     |     |     |     |     |     |     | 15  | 16  | Ret | Ret | Ret | Ret | 14  | Ret | 0      |
| 25   | Luca Badoer          |     |     |     |     |     |     |     |     |     |     | 17  | 14  |     |     |     |     |     | 0      |
| Pos. | Piloto               | AUS | MYS | CHN | BHR | ESP | MON | TUR | GBR | GER | HUN | EUR | BEL | ITA | SIN | JPN | BRA | ABU | Puntos |

| Color      | Resultado                          |
| ---------- | ---------------------------------- |
| Oro        | Ganador                            |
| Plata      | 2.º puesto                         |
| Bronce     | 3.er puesto                        |
| Verde      | Finalizó en los puntos             |
| Azul       | Finalizó sin puntos                |
| Azul       | NC - No clasificado                |
| Violeta    | Ret - No terminó                   |
| Rojo       | DNQ - No se clasificó              |
| Rojo       | DNPQ - No se preclasificó          |
| Negro      | DSQ - Descalificado                |
| Blanco     | DNS - No empezó                    |
| Blanco     | WD - Retirado                      |
| Blanco     | C - Carrera cancelada              |
| Azul claro | TD - Entrenamientos libres (2003-) |
| Sin color  | DNP - Inscrito, pero no participó  |
| Sin color  | INJ - Inscrito, pero lesionado     |
| Sin color  | EX - Excluido                      |

| Estado  | Resultado                                                                             |
| ------- | ------------------------------------------------------------------------------------- |
| Negrita | Pole position                                                                         |
| Cursiva | Vuelta rápida                                                                         |
| 1-8     | Posiciones puntuables de clasificación sprint (2021-)                                 |
| †       | No acabó el Gran Premio, pero fue clasificado ya que completó el porcentaje necesario |
| ‡       | Monoplaza compartido                                                                  |
| ~       | Se otorgó la mitad de puntos ya que no se cumplió con el 75% de la carrera            |
| ≠       | No obtuvo puntos ya que era piloto invitado                                           |
| F2      | Inscrito para carrera de Fórmula 2, no sumaba puntos                                  |

### Estadísticas del Campeonato de Pilotos
| Pos. | Piloto               | Escudería           | Grandes Premios | Victorias | Podios | Poles | Vueltas rápidas | Puntos |
| ---- | -------------------- | ------------------- | --------------- | --------- | ------ | ----- | --------------- | ------ |
| 1    | Jenson Button        | Brawn               | 17              | 6         | 9      | 4     | 2               | 95     |
| 2    | Sebastian Vettel     | Red Bull            | 17              | 4         | 8      | 4     | 3               | 84     |
| 3    | Rubens Barrichello   | Brawn               | 17              | 2         | 6      | 1     | 2               | 77     |
| 4    | Mark Webber          | Red Bull            | 17              | 2         | 8      | 1     | 3               | 69,5   |
| 5    | Lewis Hamilton       | McLaren             | 17              | 2         | 5      | 4     |                 | 49     |
| 6    | Kimi Räikkönen       | Ferrari             | 17              | 1         | 5      |       |                 | 48     |
| 7    | Nico Rosberg         | Williams            | 17              |           |        |       | 1               | 34,5   |
| 8    | Jarno Trulli         | Toyota              | 17              |           | 3      | 1     | 1               | 32,5   |
| 9    | Fernando Alonso      | Renault             | 17              |           | 1      | 1     | 2               | 26     |
| 10   | Timo Glock           | Toyota              | 14              |           | 2      |       | 1               | 24     |
| 11   | Felipe Massa         | Ferrari             | 9               |           | 1      |       | 1               | 22     |
| 12   | Heikki Kovalainen    | McLaren             | 17              |           |        |       |                 | 22     |
| 13   | Nick Heidfeld        | BMW Sauber          | 17              |           | 1      |       |                 | 19     |
| 14   | Robert Kubica        | BMW Sauber          | 17              |           | 1      |       |                 | 17     |
| 15   | Giancarlo Fisichella | Force India Ferrari | 17              |           | 1      | 1     |                 | 8      |
| 16   | Sébastien Buemi      | Toro Rosso          | 17              |           |        |       |                 | 6      |
| 17   | Adrian Sutil         | Force India         | 17              |           |        |       | 1               | 5      |
| 18   | Kamui Kobayashi      | Toyota              | 2               |           |        |       |                 | 3      |
| 19   | Sébastien Bourdais   | Toro Rosso          | 9               |           |        |       |                 | 2      |
| 20   | Kazuki Nakajima      | Williams            | 17              |           |        |       |                 | 0      |
| 21   | Nelson Piquet, Jr.   | Renault             | 10              |           |        |       |                 | 0      |
| 22   | Vitantonio Liuzzi    | Force India         | 5               |           |        |       |                 | 0      |
| 23   | Romain Grosjean      | Renault             | 7               |           |        |       |                 | 0      |
| 24   | Jaime Alguersuari    | Toro Rosso          | 8               |           |        |       |                 | 0      |
| 25   | Luca Badoer          | Ferrari             | 2               |           |        |       |                 | 0      |

### Campeonato de Constructores
| Pos. | Constructor          | N.º | AUS | MYS | CHN | BHR | ESP | MON | TUR | GBR | GER | HUN | EUR | BEL | ITA | SIN | JPN | BRA | ABU | Puntos |
| ---- | -------------------- | --- | --- | --- | --- | --- | --- | --- | --- | --- | --- | --- | --- | --- | --- | --- | --- | --- | --- | ------ |
| 1    | Brawn-Mercedes       | 22  | 1   | 1   | 3   | 1   | 1   | 1   | 1   | 6   | 5   | 7   | 7   | Ret | 2   | 5   | 8   | 5   | 3   | 172    |
| 1    | Brawn-Mercedes       | 23  | 2   | 5   | 4   | 5   | 2   | 2   | Ret | 3   | 6   | 10  | 1   | 7   | 1   | 6   | 7   | 8   | 4   | 172    |
| 2    | Red Bull-Renault     | 14  | 12  | 6   | 2   | 11  | 3   | 5   | 2   | 2   | 1   | 3   | 9   | 9   | Ret | Ret | 17  | 1   | 2   | 153,5  |
| 2    | Red Bull-Renault     | 15  | 13† | 15† | 1   | 2   | 4   | Ret | 3   | 1   | 2   | Ret | Ret | 3   | 8   | 4   | 1   | 4   | 1   | 153,5  |
| 3    | McLaren-Mercedes     | 1   | DSQ | 7   | 6   | 4   | 9   | 12  | 13  | 16  | 18  | 1   | 2   | Ret | 12† | 1   | 3   | 3   | Ret | 71     |
| 3    | McLaren-Mercedes     | 2   | Ret | Ret | 5   | 12  | Ret | Ret | 14  | Ret | 8   | 5   | 4   | 6   | 6   | 7   | 11  | 12  | 11  | 71     |
| 4    | Ferrari              | 3   | Ret | 9   | Ret | 14  | 6   | 4   | 6   | 4   | 3   | DNS | 17  | 14  | 9   | 13  | 12  | 10  | 16  | 70     |
| 4    | Ferrari              | 4   | 15† | 14  | 10  | 6   | Ret | 3   | 9   | 8   | Ret | 2   | 3   | 1   | 3   | 10  | 4   | 6   | 12  | 70     |
| 5    | Toyota               | 9   | 3   | 4   | Ret | 3   | Ret | 13  | 4   | 7   | 17  | 8   | 13  | Ret | 14  | 12  | 2   | Ret | 7   | 59,5   |
| 5    | Toyota               | 10  | 4   | 3   | 7   | 7   | 10  | 10  | 8   | 9   | 9   | 6   | 14  | 10  | 11  | 2   | DNS | 9   | 6   | 59,5   |
| 6    | BMW Sauber           | 5   | 14† | Ret | 13  | 18  | 11  | Ret | 7   | 13  | 14  | 13  | 8   | 4   | Ret | 8   | 9   | 2   | 10  | 36     |
| 6    | BMW Sauber           | 6   | 10  | 2   | 12  | 19  | 7   | 11  | 11  | 15  | 10  | 11  | 11  | 5   | 7   | Ret | 6   | Ret | 5   | 36     |
| 7    | Williams-Toyota      | 16  | 6   | 8   | 15  | 9   | 8   | 6   | 5   | 5   | 4   | 4   | 5   | 8   | 16  | 11  | 5   | Ret | 9   | 34,5   |
| 7    | Williams-Toyota      | 17  | Ret | 12  | Ret | Ret | 13  | 15† | 12  | 11  | 12  | 9   | 18  | 13  | 10  | 9   | 15  | Ret | 13  | 34,5   |
| 8    | Renault              | 7   | 5   | 11  | 9   | 8   | 5   | 7   | 10  | 14  | 7   | Ret | 6   | Ret | 5   | 3   | 10  | Ret | 14  | 26     |
| 8    | Renault              | 8   | Ret | 13  | 16  | 10  | 12  | Ret | 16  | 12  | 13  | 12  | 15  | Ret | 15  | Ret | 16  | 13  | 18  | 26     |
| 9    | Force India-Mercedes | 20  | 9   | 17  | 17† | 16  | Ret | 14  | 17  | 17  | 15  | Ret | 10  | 11  | 4   | Ret | 13  | Ret | 17  | 13     |
| 9    | Force India-Mercedes | 21  | 11  | 18† | 14  | 15  | 14  | 9   | Ret | 10  | 11  | 14  | 12  | 2   | Ret | 14  | 14  | 11  | 15  | 13     |
| 10   | Toro Rosso-Ferrari   | 11  | 8   | 10  | 11  | 13  | Ret | 8   | 18  | Ret | Ret | 15  | 16  | Ret | Ret | Ret | Ret | 14  | Ret | 8      |
| 10   | Toro Rosso-Ferrari   | 12  | 7   | 16† | 8   | 17  | Ret | Ret | 15  | 18  | 16  | 16  | Ret | 12  | 13† | Ret | Ret | 7   | 8   | 8      |
| Pos. | Constructor          | N.º | AUS | MYS | CHN | BHR | ESP | MON | TUR | GBR | GER | HUN | EUR | BEL | ITA | SIN | JPN | BRA | ABU | Puntos |

| Color      | Resultado                          |
| ---------- | ---------------------------------- |
| Oro        | Ganador                            |
| Plata      | 2.º puesto                         |
| Bronce     | 3.er puesto                        |
| Verde      | Finalizó en los puntos             |
| Azul       | Finalizó sin puntos                |
| Azul       | NC - No clasificado                |
| Violeta    | Ret - No terminó                   |
| Rojo       | DNQ - No se clasificó              |
| Rojo       | DNPQ - No se preclasificó          |
| Negro      | DSQ - Descalificado                |
| Blanco     | DNS - No empezó                    |
| Blanco     | WD - Retirado                      |
| Blanco     | C - Carrera cancelada              |
| Azul claro | TD - Entrenamientos libres (2003-) |
| Sin color  | DNP - Inscrito, pero no participó  |
| Sin color  | INJ - Inscrito, pero lesionado     |
| Sin color  | EX - Excluido                      |

| Estado  | Resultado                                                                             |
| ------- | ------------------------------------------------------------------------------------- |
| Negrita | Pole position                                                                         |
| Cursiva | Vuelta rápida                                                                         |
| 1-8     | Posiciones puntuables de clasificación sprint (2021-)                                 |
| †       | No acabó el Gran Premio, pero fue clasificado ya que completó el porcentaje necesario |
| ‡       | Monoplaza compartido                                                                  |
| ~       | Se otorgó la mitad de puntos ya que no se cumplió con el 75% de la carrera            |
| ≠       | No obtuvo puntos ya que era piloto invitado                                           |
| F2      | Inscrito para carrera de Fórmula 2, no sumaba puntos                                  |

### Estadísticas del Campeonato de Constructores
| Pos. | Constructor | Chasis  | Motor    | Grandes Premios | Victorias | Podios | Poles | Vueltas rápidas | Puntos |
| ---- | ----------- | ------- | -------- | --------------- | --------- | ------ | ----- | --------------- | ------ |
| 1    | Brawn       | BGP 001 | Mercedes | 17              | 8         | 15     | 5     | 4               | 172    |
| 2    | Red Bull    | RB5     | Renault  | 17              | 6         | 16     | 5     | 6               | 153,5  |
| 3    | McLaren     | MP4-24  | Mercedes | 17              | 2         | 5      | 4     |                 | 71     |
| 4    | Ferrari     | F60     | Ferrari  | 17              | 1         | 6      |       | 1               | 70     |
| 5    | Toyota      | TF109   | Toyota   | 17              |           | 5      | 1     | 2               | 59,5   |
| 6    | BMW Sauber  | F1.09   | BMW      | 17              |           | 2      |       |                 | 36     |
| 7    | Williams    | FW31    | Toyota   | 17              |           |        |       | 1               | 34,5   |
| 8    | Renault     | R29     | Renault  | 17              |           | 1      | 1     | 2               | 26     |
| 9    | Force India | VJM02   | Mercedes | 17              |           | 1      | 1     | 1               | 13     |
| 10   | Toro Rosso  | STR4    | Ferrari  | 17              |           |        |       |                 | 8      |